# Macroctopus maorum
Il polpo maori (Macroctopus maorum F. W. Hutton, 1880) è una specie di mollusco cefalopode della famiglia Octopodidae, l'unica specie del genere Macroctopus G. C. Robson, 1928.

## Descrizione
M. maorum è un polpo grande e muscoloso che raggiunge una lunghezza del mantello di 30 cm e una lunghezza totale di 1 m per 10 kg di peso. La specie ha un colore di base da marrone, arancione a rosso mattone scuro con numerose piccole macchie bianche sparse sul mantello e sulla corona dorsale delle braccia. Le superfici laterali delle braccia sono arancioni. Sono presenti più di 20 grandi papille a forma di punta che possono essere sollevate sul corpo e sulla corona superiore delle braccia.
Le braccia sono lunghe, fino a 5,5 volte la lunghezza del mantello e possiedono due file di ventose, con circa 6 ventose ingrandite presenti nei maschi e nelle femmine maturi  su tutte le braccia.
Il terzo braccio destro dei maschi funge da ectocotile, ed è presente la sacca dell'inchiostro. Le uova sono di dimensioni moderate, circa 6–7 mm.

## Distribuzione e habitat
M. maorum vive nelle acque di Nuova Zelanda e Australia meridionale (dallo stato di Victoria orientale a Perth, Australia Occidentale). Si trova su scogliere rocciose, foreste di alghe e praterie di fanerogame marine a una profondità da 0 a circa 550 m.

## Biologia
M. maorum è generalmente attivo di notte mentre gli adulti più grandi possono essere visti cercare cibo durante il giorno. La loro dieta comprende grandi granchi, aragoste, abaloni, cozze, pesci e altri polpi. Le tane spesso hanno gusci di abaloni e cozze sparsi intorno all'ingresso. Questa specie è stata riscontrata nella dieta di otarie in Australia e di foche e albatros in Nuova Zelanda.

## Pesca
M. maorum viene raccolta a mano e con sciabiche in Tasmania. Viene catturata occasionalmente da pescatori amatoriali. La specie danneggia le attività di pesca con le nasse per aragoste, poiché entra nelle nasse, consuma le aragoste e se ne va lasciando i carapaci vuoti.